# Gianni Solinas
Giovanni Solinas (Sassari, 11 aprile 1968) è un allenatore di calcio ed ex calciatore italiano, di ruolo centrocampista.

## Carriera

### Giocatore
Nella stagione 1984-1985 all'età di 16 anni ha giocato in prima squadra nei dilettanti della Polisportiva Chiaramontese, con cui ha giocato nel campionato di Seconda Categoria; a fine stagione la società lo cede gratuitamente alla Torres, con cui Solinas gioca nelle giovanili per 2 anni, nel secondo dei quali riceve anche alcune convocazioni in prima squadra, con la quale non riesce però ad esordire. A fine anno si trasferisce al Pietrasanta, con cui gioca per una stagione nel Campionato Interregionale: al termine di questa stagione va a giocare in Serie C1 con la Carrarese, con cui trascorre l'intera stagione 1988-1989, nella quale gioca 8 partite di campionato senza mai segnare. A fine anno passa al Poggibonsi, con cui nella stagione 1989-1990 gioca 16 partite senza mai segnare nel campionato di Serie C2; l'anno seguente realizza una rete in 19 presenze nel Campionato Interregionale con la Pro Patria, che poi lo cede alla Sestese, con cui gioca altre 12 partite nella medesima categoria. Nella stagione 1992-1993 è alla Sammargheritese, con cui gioca 13 partite nel Campionato Nazionale Dilettanti; nella stagione 1993-1994 è invece in rosa nel Voghera, con cui disputa 27 partite sempre nel Campionato Nazionale Dilettanti.
Chiude infine la carriera giocando nella Badesse, formazione dilettantistica di Monteriggioni.

### Allenatore
Dopo il ritiro allena prima nel settore giovanile e poi nella prima squadra del Badesse, per poi diventare responsabile del settore giovanile ed osservatore per la prima squadra nel Siena. Nel 1996 si diploma all'ISEEF, il che gli consente nel corso degli anni di lavorare come preparatore atletico in varie squadre. Nella stagione 2000-2001 allena il Castelfiorentino, nel campionato di Serie D, venendo però esonerato a stagione in corso. Nel gennaio del 2007 subentra sulla panchina della Virtus Poggibonsi, nel campionato toscano di Eccellenza, con cui termina la stagione conquistando un nono posto in classifica.
Nell'agosto del 2010 viene ingaggiato dall'ES Sétif, formazione della prima divisione algerina, con la quale nella stagione precedente aveva lavorato come preparatore atletico e vice allenatore, contribuendo alla vittoria della Coppa d'Algeria; rimane sulla panchina della squadra fino al dicembre del 2010. Nella stagione 2011-2012 allena nuovamente in Algeria, al CR Belouizdad, che aveva già guidato nell'ultima partita del campionato 2010-2011; nella stagione 2011-2012 si dimette da allenatore il 21 dicembre 2011 con la squadra che occupa il secondo posto in classifica dopo 9 giornate di campionato, con un bilancio di 5 vittorie, un pareggio e 4 sconfitte.
Torna ad allenare in Algeria anche nella stagione 2012-2013, nella quale subentra a stagione in corso al JSM Béjaïa, con cui rimane dal 26 gennaio 2013 fino al termine del campionato, sedendo in panchina anche in 4 partite della CAF Champions League 2013, nella quale nel primo turno elimina i ghanesi dell'Asante Kotoko salvo poi essere eliminato nel secondo turno dai tunisini dell'Espérance. Nella stagione 2013-2014 va poi all'MC Oran, che lascia dopo 9 partite, con un bilancio di 3 vittorie, 3 pareggi e 3 sconfitte.
Nel 2013 dopo complessive cinque stagioni lascia l'Algeria; nel dicembre del medesimo anno si accasa in Arabia Saudita all'Al-Faisaly, militante nella massima divisione locale.
Nella stagione 2015-2016 diventa il primo allenatore italiano a dirigere una squadra del Sudafrica, venendo ingaggiato dai Free State Stars, compagine di prima divisione: allena la squadra in 2 diversi periodi, dal dicembre del 2015 a fine stagione e poi dal 30 settembre 2016 all’11 gennaio 2017, quando, di comune accordo con il club, lascia l'incarico dopo aver vinto 3 delle prime 15 partite di campionato, con la squadra che si trovava al quattordicesimo posto in classifica.
Nel marzo del 2017 fa ritorno all'Al-Faisaly, dove rimane fino al termine della stagione 2016-2017.
Nel luglio del 2018 viene ingaggiato dal Kaizer Chiefs, club della massima serie sudafricana; il 4 ottobre 2018 ha vinto il premio come miglior allenatore del mese di settembre della Premier League Sudafricana; il 7 dicembre 2018 viene esonerato dal club. Nel 2020 torna in Arabia Saudita, all'Al-Adalah. Nell'agosto 2021 viene assunto come allenatore della squadra tunisina dello Sfaxien, militante nella prima divisione locale. Dal settembre 2023 al termine della stagione 2023-2024 è alla guida dell'Al-Najma in Arabia Saudita, nella seconda divisione locale.
Dal 2024 è alla guida dell'Al-Merrikh in Sudan, nella prima divisione locale.